# 우지슈이 이야기

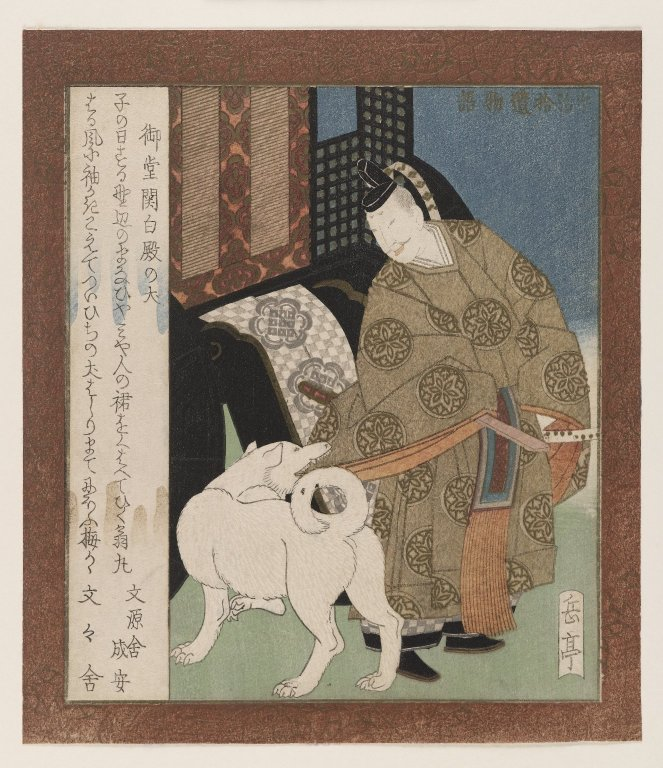
《우지슈이 이야기》 중 '미도 관백님의 개' 삽화. 에도 시대의 가쿠테이 하루노부(岳亭春信) 작.

《우지슈이 이야기》(일본어: 宇治拾遺物語 우지슈이모노가타리[*])는 일본 13세기 전반경에 성립된 중세 일본의 설화 모음집이다. 《곤자쿠 이야기집》(今昔物語集)과 함께 일본 설화문학의 걸작으로 꼽히고 있다.　전197개의 이야기가 15권에 담겨 있으며, 오래된 형태로는 상하 2권본으로 이루어져 있었던 것으로 보인다. 편찬자는 미상이다.

## 개요
책의 제목은 《우지 대납언 이야기》(宇治大納言物語)에서 누락된 이야기들을 모은 것이라는 의미가 있다. 우지 대납언(宇治大納言)이란 헤이안 시대 정2위 곤노다이나곤(権大納言)을 지낸 미나모토노 다카쿠니(源隆国, 1004~1077)가 편찬한 설화 모음집으로, 현재는 전하지 않고 있다.
수록된 설화는 서문에 따르면 일본뿐 아니라 천축(인도)이나 대당(중국)까지 삼국을 무대로 「감동적인」 이야기、「기묘한」 이야기、「무서운」 이야기 등 다채로운 설화를 모은 것이라 해설되어 있다. 다만 우지슈이 이야기 자체의 '오리지널' 설화는 적고 《곤자쿠 이야기집》 등 선행 이야기집에서 다루었던 이야기들과도 겹치는 이야기가 많다(설화의 직접 출전은 《고사담》古事談이나 《십훈초》十訓抄, 《타문집》打聞集 등과 유사한 이야기가 보이며, 《곤자쿠 이야기집》과 겹치는 이야기는 80여 가지에 이른다).
귀족에서 서민까지 폭넓은 등장인물이 그려져 있으며, 일상적인 화제에서 골계담까지 내용도 다양하다.
「참마죽」(芋粥)이나 「화공 료슈(良秀)」(絵仏師良秀)의 경우 소설가 아쿠타가와 류노스케의 단편소설의 소재로 쓰이기도 했다. 각각 〈참마죽〉과 〈지옥변〉으로 새로 쓰였다.
《우지슈이 이야기》에 수록 된 설화 내용은 크게 세 종류로 나뉜다.
- 불교설화(파계승이나 고승을 주제로 그들의 발심 내지 왕생담 등)
- 세속설화(골계담, 도적이나 동물의 이야기, 연애 이야기 등)
- 민간전승(「참새의 보은」雀報恩の事 등)

민간전승으로는 「루시 장자」(わらしべ長者)나 「참새의 보은」(雀の恩返し)、「혹부리 영감님」(こぶとりじいさん) 등 일본에서도 익숙한 설화가 담겨 있다. 불교에 관한 설화도 포함되어 있지만 이 경우 외설스럽거나 유머러스한 이야기(히에이 산의 치고가 어린 탓에 엉뚱한 발언을 해서 승려의 실소를 사는 등)가 많고 교훈이나 계몽의 요소는 희박하다. 신앙심을 촉구하는 가치관에 얽매이지 않고 자유로운 시점에서 설화가 만들어지고 있는 것이다. 그런 의미에서 중세 설화집으로는 특이한 존재이다.

## 한국어 번역
2018년에 박연숙, 박미경 공동 번역으로 도서출판 지식과교양에서 번역 출간되었다.